# Формация Хэхтээг

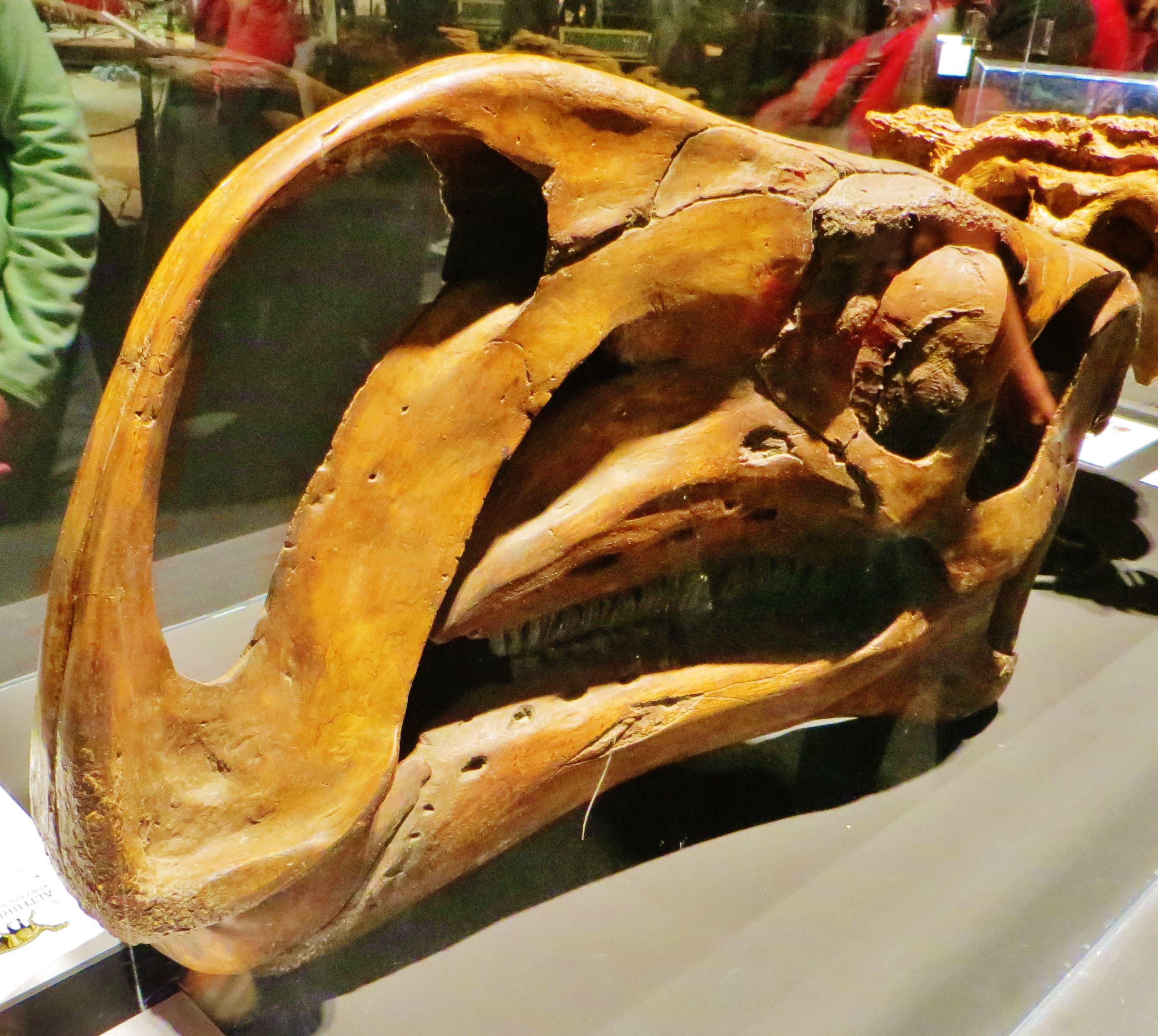
Слепок черепа альтирина

Формация Хэхтээг (монг. Хөхтээг формаци, Khökhteeg Formatsi) — геологическая формация в Монголии, слои которой датируются ранним меловым периодом. Среди окаменелостей, найденных в этой формации, находят множество ископаемых остатков динозавров.

## Палеофауна

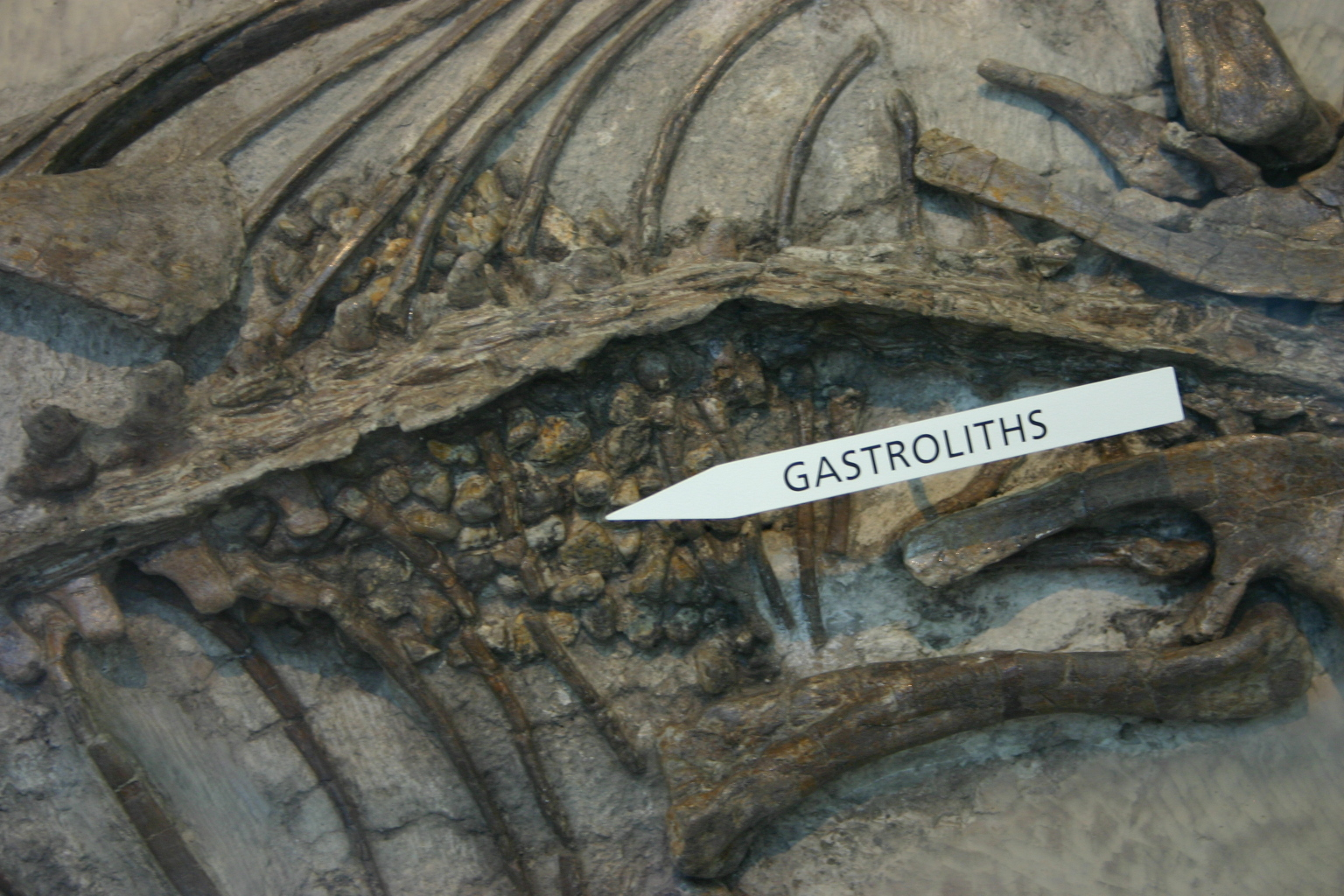
Ископаемые остатки пситтакозавра с гастролитами в районе желудка, Американский музей естественной истории

Здесь найдены остатки альтирина (A. kurzanovi), азиатозавра (A. mongoliensis), игуанодона (I. orientalis), продейнодона (P. mongoliensis), пситтакозавра (P. mongoliensis и P. protiguanodonensis) и шанага (S. ashile). Также здесь были найдены остатки вымершего млекопитающего гобиконодона (G. hopsoni) и птерозавра, определённого как не-аждархоидный Tapejaroidea (найден единственный позвонок).